# Offeso
In diritto penale e relativa procedura, l'offeso è colui che ha subito fisicamente o patrimonialmente gli effetti del reato. Non è necessariamente il soggetto che ha subito il fatto costituente reato, in quanto l'offesa si consolida su chi è titolare di un dato diritto. Ad esempio quando un minorenne subisce un reato, gli offesi sono i genitori.

## Diritto processuale
L'offeso può costituirsi parte civile per ottenere il risarcimento dei danni, oltre che per aiutare nei limiti imposti dalla legge l'azione del pubblico ministero.
In realtà la previsione legislativa relativa all'offeso in ambito dibattimentale è stata abbastanza criticata dalla migliore dottrina, arrivando a definirlo "presenza scialba", per la sua impossibilità a discutere od esaminare. Le uniche facoltà riconosciute all'offeso sono la possibilità di sottoporre domande al Presidente o la richiesta di nuove prove utili all'accertamento.